# Theodor Meynert
Theodor Hermann Meynert (Dresda, 15 giugno 1833 – Klosterneuburg, 31 maggio 1892) è stato un medico tedesco.

## Biografia
Lavorò divenendo in seguito direttore del dipartimento di psichiatria dell'Università di Vienna e fu docente all'università. Con Karl von Rokitansky cominciò a studiare l'anatomia del cervello con autopsie; fu il primo a dividere nell'encefalo le formazioni del tegmento e del piede e a notare nel cervello degli epilettici le lesioni nel corno d'Ammone. Diede nome all'amenza, stato confusionale dovuto a cause tossinfettive.
Ebbe fra i suoi allievi Carl Wernicke, Auguste Forel, Gabriel Anton e Franz Chvostek junior, Josef Breuer, Sigmund Freud, Manfred Sakel, Julius Wagner von Jauregg.
Gli succedette alla direzione del Dipartimento di psichiatria Richard von Krafft-Ebing.